# Thagria
Thagria  (лат.) — род цикадок (Cicadellidae) из подсемейства Coelidiinae (триба Thagriini). Более 230 видов. Встречаются от Индии и Шри-Ланки до Фиджи, Южной Кореи и Японии. Юго-Восточная Азия (73 % известных видов), Австралазия (23 %, но нет ни одного вида в самой Австралии и на Новой Зеландии) и Палеарктика (4 %). Самый широко распространённый вид Thagria projecta (Distant) отмечен в Китае (включая Тибет), Индии, Лаосе, Мьянме, Таиланде, Вьетнаме. Длина менее 1 см. От всех прочих родов цикадок отличаются своеобразным строением гениталий (крупные вентральные апофизы, сегментированная субгенитальная пластинка, симметричный эдеагус, модифицированные другие части последних сегментов брюшка). Вместе с родом Tahara Nielson (в котором известно только 2 вида с Новой Гвинеи и от которого отличается клипеусом без продольного валика) образуют отдельную трибу Thagriini
.
- Thagria aciculara Li & Wang, 2002
- Thagria aculeata Nielson, 1977[2]
- Thagria acuta Nielson, 1977
- Thagria alaeva Nielson, 1977
- Thagria albisigna Walker, 1857
- Thagria albonotata Li, 1989
- Thagria ampla Nielson 1980
- Thagria apiculata Xu & Kuoh 1998
- Thagria aratra Nielson 1977
- Thagria argutata Nielson 1977[2]
- Thagria bakeri Nielson 1977
- Thagria barbata  Nielson 1982
- Thagria beverlyae  Nielson 1977
- Thagria bidens  Nielson 1977
- Thagria bidentata  Nielson 1982
- Thagria bidentata  Xu & Kuoh 1998
- Thagria bifida  Nielson 1986
- Thagria bifurcata  Nielson 1982
- Thagria bigemina  Zhang 1990[3]
- Thagria bihasta  Nielson 1977
- Thagria bilata  Nielson 1977
- Thagria bilateralis  Nielson 1980
- Thagria birama  Zhang, 1994[4]
- Thagria bispina  Zhang, 1990[3]
- Thagria biungulata  Nielson, 1977
- Thagria bivalla  Nielson, 1977[2]
- Thagria blockeri  Nielson, 1980
- Другие виды[5]